# Gomorra (livro)
Gomorra (lançado no Brasil como Gomorra: A História Real de um Jornalista Infiltrado na Violenta Máfia Napolitana) é um livro do escritor e jornalista italiano Roberto Saviano, que trata dos negócios da máfia italiana Camorra. Teve grande sucesso, com 10 milhões de cópias vendidas mundialmente em mais de 50 idiomas. Inspirou uma adaptação cinematográfica por Matteo Garrone em 2008, e uma série televisiva da Sky Italia em 2014.
Traduzido e publicado no Brasil em 2009 pela Bertrand Brasil, o livro foi o sétimo mais vendido no Brasil em 2009 na categoria "não-ficção", conforme levantamento da revista Veja. Em Portugal, foi lançado em 2008 pela Caderno.

O conteúdo do livro levou Saviano a ser perseguido e ameaçado de morte pela Camorra, levando-o a sair da Itália em 2008. Seu exílio e medo de voltar ao país natal mais tarde fez Saviano declarar que "não posso mais viver minha vida sem pedir autorização".